# Spelaeodiaptomus rouchi
Spelaeodiaptomus rouchi is een eenoogkreeftjessoort uit de familie van de Diaptomidae. De wetenschappelijke naam van de soort is voor het eerst geldig gepubliceerd in 1970 door Dussart.